# ユニデンホールディングス
ユニデンホールディングス株式会社（Uniden Holdings Corporation）は、東京都中央区に本社を置く無線通信・応用機器メーカーで、北米市場ではスキャナーラジオ、UCB無線、ビジネスフォンを、オセアニア市場ではドライブレコーダーやUCB無線機器を、またその他のデジタル家電機器としては車載用モニターや車載用チューナー、海外向けETCを取り扱っていた。

## 概要
1966年2月7日に藤本秀朗が千葉県市川市でCB無線機を製造販売するユニ電子産業を創業。日本で開発、アジア（台湾やフィリピン）で製造、米国で販売するというビジネスモデルで、また、コードレスフォンの商品開発に他社に先駆けて成功することで成長を遂げた。かつて主力製品であったコードレスフォンは、北米、オーストラリアを中心に販売を展開していた。2019年3月期においては電気機器事業は最盛期の15%程度まで売上を縮小する一方で、売上高の4割を不動産事業が占めている。

## 沿革
- 1966年（昭和41年）2月7日 - ユニ電子産業株式会社設立。社長は藤本秀朗。
- 1974年（昭和49年）
  - 4月 - 香港に総武電子有限公司（現・香港友利電有限公司）を設立。
  - 12月 - ユニデン株式会社に商号変更。
- 1979年（昭和54年）5月 - AMERICAN RADIO CORPORATION（後のUNIDEN AMERICA CORPORATION、現・UNIDEN FINANCIAL, INC.）を買収。
- 1986年（昭和61年）9月 - 日本証券業協会に店頭登録。
- 1988年（昭和63年）10月 - 東京証券取引所第二部に上場。
- 1989年（平成元年）4月 - オーストラリアにUNIDEN AUSTRALIA PTY. LTD.を、ニュージーランドにUNIDEN NEW ZEALAND LTD.を設立。
- 1990年（平成2年）9月 - 東京証券取引所第一部に指定替え。
- 1993年（平成5年）3月 - 生産会社として、中国広東省に友利電電子（深圳）有限公司を設立。
- 1996年（平成8年）5月 - 北米地域の持株会社・UNIDEN HOLDING,INC.を設立。
- 1997年（平成9年）10月 - UNIDEN AMERICA CORPORATIONは旧・UNIDEN FINANCIAL, INC.を吸収合併し、UNIDEN FINANCIAL, INC.に商号変更。新たにUNIDEN AMERICA CORPORATIONを設立し、同社に販売部門を譲渡。
- 1998年（平成10年）7月 - 無線関連製品のアフターサービス会社として、米国にUNIDEN SERVICE,INC.を設立。
- 2002年（平成14年）6月 - 生産会社として、中国江西省に友利電電子（江西）有限公司を設立。
- 2004年（平成16年）11月 - 北米地域の家電販売会社として、UNIDEN HOME ELECTRONICS CORPORATION（現・UNIDEN DIRECT IN USA INC.）を設立。
- 2005年（平成17年）5月 - 生産会社として、フィリピンにUNIDEN ELECTRONICS PHILIPPINES,INC.を設立。
- 2006年（平成18年）3月 - 東京ヤクルトスワローズとオフィシャルパートナーシップ契約を締結（2008年まで継続）。
- 2007年（平成19年）
  - 3月 - UNIDEN ELECTRONICS PHILIPPINES,INC.の生産活動を停止。のち2013年3月に解散を決議。
  - 4月 - ベトナムにUNIDEN VIETNAM LTD.を設立。
- 2009年（平成21年）8月 - 友利電電子（深圳）有限公司の生産活動を停止
- 2012年（平成24年）10月 - ユニデンキャピタル株式会社（現・ユニデン不動産）を設立。
- 2013年（平成25年）1月 - モバイルアプリケーション事業会社として、株式会社e-Dragon Powerを設立。
- 2015年（平成27年）7月10日 - ヨーロッパ向け及び国内向け販売事業を会社分割し、新設したユニデンジャパン株式会社に承継。ユニデンは、開発・管理業務を遂行する事業持株会社へ移行し、ユニデンホールディングス株式会社に商号変更。
- 2016年（平成28年）5月16日 - ユニデンホールディングスへの商号変更後初となる決算発表で、当初6億2000万の赤字が出る見込みとの情報を開示していたが、当日、46億9700万円の赤字（利益率マイナス36%）と発表した。
- 2019年（令和元年）
  - 6月27日 - ソニー出身で、アマゾンジャパンの事業本部長も勤めた木場和人が代表取締役社長に就任。
  - 9月20日 - 後任不在のまま、木場が代表取締役及び取締役を辞任[1]。
- 2020年（令和2年）
  - 5月15日 - 過去7四半期にわたって不適切な会計処理があったとして、第三者機関による調査報告を踏まえ、前年度の有価証券報告書を含む7つの財務報告書を修正し公表した。そのほぼ全てにおいて、売り上げ、利益が当初公表していた数字よりも低いものとなっている[2]。
  - 6月3日 - 第三者機関による同社の経営体制についての調査報告書を公表。報告書では、同社が不正会計を行った背景に「監督、監視の欠如」「不十分、機能していない内部統制」「不十分な研修、コミュニケーション」「信頼できる倫理報告チャネルの欠如」があるとし、対策としてCFO、CCOを採用すべきとしている[3]。東証一部上場の企業にもかかわらず、コンプライアンス及び財務についての能力と責任を持つ取締役が不在であることを露呈した。なお、第三者機関から受領して即時公開すべきであった資料の公表に1か月以上時間がかかったのは「和訳と内容の精査」に時間を要したためとしているが、その「精査」の内容については同社は明らかにしていない。
  - 9月25日 - 創業者である藤本秀朗が代表取締役及び取締役を退任[4]。藤本の義弟（妻の弟）[5]であり、代表取締役専務であった西川健之が代表取締役社長に就任[6]。
- 2021年（令和3年）6月29日 - 西川健之が代表取締役会長に、取締役CFOだった武藤竜弘が代表取締役社長兼CFOに異動した[7]。
- 2022年（令和4年）
  - 8月16日 - コーンウォール傘下ファンドの完全子会社であるValencia株式会社が株式公開買付けにより議決権所有割合ベースで57.61%の株式を取得[8]。
  - 11月29日 - 東京証券取引所プライム市場上場廃止。
  - 12月1日 - 株式併合により株主がValencia株式会社及びコーンウォール・マスター・エルピーのみとなる[9]。

## 過去の採用活動
2012年、新卒採用において、東証一部上場のメーカーとしては珍しく大手新卒就職サイト利用を廃止し、facebookのみを利用したソーシャルリクルーティングを行っていることで注目を集めた。
採用活動方針について当時の人財開発部長が語る様子が、2012年1月31日の『ワールドビジネスサテライト』に放送された。採用サイト上で同氏は「リアルコミュニケーションリクルーティング」を行っているのであり、同社が行っているのは「いわゆるソーシャル採用ではありません」としている。これはfacebookを新卒採用に利用する多くの会社が、facebookを広告媒体として使っていることに起因する誤解であり、むしろ同社が行っているようにfacebook上では広告的な要素を排して学生とコミュニケーションをとることをメインに行うのは厳密な意味でのソーシャルリクルーティングである。
同年2月22日の日本経済新聞Web版では「履歴書の写真、採用に影響する？」という特集の中で、アサヒビール、東京ガス、富士フイルム等の大手企業が「履歴書の顔写真は選考に影響しない」という常識的なコメントを並べる中、同氏は「バッターボックスに向かうときのイチローのような顔がいい」「風呂上がりのような顔ではダメ」「写真からにじみ出る気質を見ている」等、独自の見解を述べ、「イチローばりの闘争心を求めるユニデン」として紹介されている。

## ユニデンホールディングス事件（東京地裁平成28年7月20日）
元従業員との間で、雇用条件通知書に記載された退職金の支払いと、同社の行った給与減額の有効性について争われ、いずれについても同社の主張が退けられて敗訴した事案である。
元従業員である原告が提出した同社の雇用条件通知書には、代表者名を記名の上で総務部長印が押印されていた。同社は、代表者名に押印するのは代表印であって総務部長印を押印することはありえない、総務部長には採用の権限がなく本来雇用条件通知書に押印する会社としての正式な印鑑は角印である、として本件雇用条件通知書の有効性についての「二段の推定」が成立しないと争った。しかし、実際には同社の社会保険手続等の書類において代表者名に総務部長印を押印している例が多数あり、また、同社が他の従業員に対して発行した雇用条件通知書についても総務部長印が押印されている例が複数あることが判明し、同社の主張は退けられた。
同社の賃金規定では賃金の減額について「担当職務の見直しに合わせ、給与の見直しを行う場合がある。見直し幅は、都度決定する」と定めており、この規定に基づいて「毎年全社員の給与をゼロベースで見直す」という社内制度の下で従業員の給与を減額した。東京地裁は、「使用者（会社）が、個々の労働者の同意を得ることなく賃金減額を実施した場合において、当該減額が就業規則上の賃金減額規定に基づくものと主張する場合、賃金請求権が、労働者にとって最も重要な労働契約上の権利であることにかんがみれば、当該賃金減額規定が、減額事由、減額方法、減額幅等の点において、基準としての一定の明確性を有するものでなければ、そもそも個別の賃金減額の根拠たり得ないものと解するのが相当である。」と、賃金減額の根拠となる規定の基準を示したうえで、「当該規定では、減額方法、減額幅等の基準が示されているということはできない。」とし、本件規定に基づいて同社が行った賃金減額は無効であると判示した。
二段の推定について争われた珍しい判例であるとともに、賃金減額の根拠規定に求められる要件を判示した点で画期的であるといえる。

## 備考
- 2005年4月18日、「事実上の賃下げとなる給与システムを実施したこと。労組の設立をユニデンが認めず、労働者代表を解雇したこと。労働時間が過酷だった」ことなどを理由に、中国工場で17000人の従業員によるストライキが発生した[13]。
- 2009年、創業者の藤本秀朗がユニデン社との不適切な不動産取引による2億円の所得隠しを行ったとして脱税で追徴された。
- 2016年8月、元従業員から起こされた未払い給与等支払い請求訴訟の一審判決で、数千万円の支払いを命じられた[14]。
- 2014年の新年会に子会社の社員が出席しなかったことに腹を立てた藤本会長が、みせしめ、あるいは腹いせのために子会社代表を即日解任した上で損害賠償請求訴訟を提起したものの敗訴し、逆に損害賠償するよう命じられた[15]。
- 1970年代に海外に工場進出して以来、コストの安い国を選んで製造拠点を移し続け、「渡り鳥経営」と揶揄されることもしばしばである。創業者の藤本秀朗による強烈なワンマン経営で知られ、2000年代に入っても、2007年に中国からの強引な生産撤退、2013年には新規事業としてECサイトやソーシャルゲームに投資したと思えば、1年に満たず全て閉鎖、関連部門の社員はすべて即日退職させられたといわれている。2010年当時連結で10000人以上（単体200人以上）いた社員は、2017年現在、755人（単体37人）程度まで減少している。なお、この間、公式に希望退職等のリストラを行ったという発表は行われていない。本体、子会社ともに外部から社員、経営幹部を起用することも多いが、定着率が非常に低い文化のため、1年未満で退職するケースが多発している。内外から登用された、創業会長以外の取締役が「健康上の理由」で毎年複数名退任するのも恒例である。強引に退職させられた従業員や、雇用条件、契約を反故にされた関係者等から訴訟されることもあり、逆に相手の不実を言い立てて反訴するものの、結局敗訴するケースが多い[15]。
- 2010年から2016年までの間に、社長を含めて25人の役員が任期中に退任している。代表取締役以外の退任については即時開示せず、有価証券報告書に退任した人数が記載されているだけである[15]。
- 2017年10月にも、同年4月に代表取締役に就任したばかりの役員が辞任しているが、理由については「一身上の都合」とするのみで詳細は一切公表していない[16]。
- 2019年9月、同年6月に就任したばかりの代表取締役社長が後任不在のまま辞任。理由は「健康上の理由」[1]。
- 創業者の藤本秀朗は、かつては「血族は絶対に社内に入れない」と語っていたが[14]、現在は代表取締役専務に義弟、社外監査役に実弟を置くなど、同属支配企業色を強めている。本来は社外監査役については同社の有価証券報告書にも記載の通り「当社との間に特別な利害関係がなく、一般株主と利益相反の生じる恐れのない、独立性を有した者を招聘」する必要があるが、創業者にして大株主であり代表取締役でもある藤本秀朗の実弟がその任にあることについて問題がないことについての特別な説明はされていない[17]。

## テレビ番組
- 日経スペシャル ガイアの夜明け 揺らぐメイド・イン・チャイナ（2005年9月20日、テレビ東京）[18] - 中国・深セン工場の労働争議を取材。

## 関連書籍
- 『円高無風企業・ユニデンの秘密』（著者:岩淵明男）（1987年3月25日、オーエス出版）ISBN 9784871901611
- 『ユニデン 円高無風の国際分業経営』（著者:坂口義弘）（1988年7月1日、ぱる出版）ISBN 9784938238933
- 『ユニデン 地球単位の発想でビッグサクセス』（著者:経済界ポケット社史編集委員会）（1992年2月5日、経済界）ISBN 9784766702088
- 『小さな会社に即戦力が集まるフェイスブック採用術』（著者:春日博文）（2011年11月28日、秀和システム）ISBN 9784798031668